# 229440 Filimon
229440 Filimon este un asteroid din centura principală de asteroizi.

## Descriere
229440 Filimon este un asteroid din centura principală de asteroizi. A fost descoperit pe 27 octombrie 2005 la Altschwendt de Wolfgang Ries. Asteroidul prezintă o orbită caracterizată de o semiaxă mare de 2,66 ua, o excentricitate de 0,04 și o înclinație de 21,1° în raport cu ecliptica.